# 霸王战
霸王战是中国围棋第一个采用决赛七番胜负的头衔战。霸王战创建于1994年，是由中国围棋协会和广东中山小霸王电子工业公司联合主办，参赛规模和奖金数额均堪称当时第一棋战，也是当时唯一一个凡持有职业围棋段位的棋手均可以报名参加的职业围棋赛事。

## 比赛形式
比赛分为三个阶段：
第一阶段：参赛棋手为初段至四段棋手，在四个赛区同时进行，每个赛区产生4名棋手共计16名进入下一阶段比赛。
第二阶段：参赛棋手为第一阶段入选者以及五段至七段棋手，比赛设两个赛区同时进行，每个赛区产生4名共计8名棋手进入下一阶段。第一、第二阶段比赛均采用单败淘汰制。
第三阶段：参赛棋手为第二阶段入选者以及八段、九段棋手，采用双败淘汰制，产生决赛选手（第1届）或挑战者。
第四阶段：为最后的决赛，采用七番棋，七局四胜制，胜者获得「霸王」头衔，并接受下届挑战者挑战。

## 冠军奖金
第1届比赛冠军奖金为4万元人民币，总费用约45万元。
第2届起，冠军奖金升至为8万元人民币，亚军2万元。

## 历届冠亚军
| 屆 | 对局年 | 冠军       | 比分  | 亚军       |
| -- | ------ | ---------- | ----- | ---------- |
| 1  | 1995年 | 曹大元九段 | ４—３ | 俞斌 九段  |
| 2  | 1996年 | 马晓春九段 | ４—０ | 曹大元九段 |
| 3  | 1997年 | 王磊 六段  | ４—２ | 马晓春九段 |